# Concord (Illinois)
Concord – wieś w Stanach Zjednoczonych, w stanie Illinois, w hrabstwie Morgan.